# Chaim Madar
Chaim Madar (hebreiska: חיים מאדאר), född 1933 i Djerba i Tunisien, död 3 december 2004 i Jerusalem, var en tunisisk-judisk shochet (rituell slaktare), sofer (toraskrivare), halachisk auktoritet och överrabbin i Tunisien.

## Biografi
Chaim Madar föddes i Djerba år 1933 (11 Adar 5693 enligt den judiska kalendern) som son till rabbin Tzemach Madar och Diamanta (Tita) Saadon, syster till rabbin Bougid Hanina Saadon. Han studerade Tanach för rabbin Rafael Kadir Tzaban och sedermera Talmud för rabbin Shaul Makiketz Sheli. Vidare studerade Madar halachiska studier under rabbinerna Shlomo Mazuz, Kamos ha-Kohen och Rahamim Hai Chouita ha-Kohen.
Han lärde sig shechita (rituell slakt) under rabbin Yosef Haddad och fördjupade sina kunskaper om lagarna om slakt och trefa (otillåtet kött) under rabbin Chouita Sofer. Vid 20 års ålder började han undervisa barn och ungdomar i synagogan Rabbi Menachem Khoury.
Vid 25 års ålder gifte han sig med Chuta, dotter till rabbin Bougid Saadon (hans morbror), som senare blev rabbin i Djerba. Paret fick två barn. För sin försörjning arbetade han med slakt, skrivande av heliga texter (sofrut), tillverkning av tefillinaskar och skrivbläck.
År 1962 blev han änkling efter att hans första hustru avlidit efter lång tids sjukdom. År 1967 gifte han om sig i staden Zarzis med Partuna, dotter till rabbin Boaz Haddad. De fick sju barn tillsammans.
Mellan 1960 och 1967 undervisade han i jeshivan i synagogan Rabbi Avraham Haddad. År 1969 återvände han under ett års tid som lärare till synagogan Rabbi Menachem Khoury, och därefter undervisade han i Djerba fram till 1972.
Efter rabbin Fraji Uzan – Tunisiens dåvarande chefrabbin – avlidit 1984, uppmanades Madar att flytta till huvudstaden Tunis för att efterträda honom. Han accepterade inledningsvis uppdraget på prov, då han var tveksam att lämna Djerba på grund av det bristande judiska utbildningsutbudet i huvudstaden för sina barn. Han lämnade sin familj i Djerba och tillbringade en prövotid i Tunis. Under denna tid träffade han landets president Habib Bourguiba, vilket fick honom att acceptera ämbetet permanent. Hans officiella installation som Tunisiens överrabbin ägde rum den 15:e i månaden Shevat år 5745 (1985), och han innehade posten i ungefär 20 år.
Chaim Madar avled den 3 december 2004 (20 Kislev 5765) på Shaare Zedek-sjukhuset i Jerusalem efter en tids sjukdom.

## Rerefenser
Den här artikeln är helt eller delvis baserad på material från hebreiskspråkiga Wikipedia, חיים מאדאר, 13 juli 2025.